# Ragnarok Online
Ragnarok Online — багатокористувацька онлайн гра (MMORPG), створена корейською компанією Gravity Corporation у 2002 році. Дія гри відбувається в царстві Рун Мідгард та Республіці Шварцвальд. Світ рагнарок було розроблено не одразу, а багато класів, локацій, можливостей та монстрів було додано в гру вже після офіційного старту серверу. Оновлення гри відбуваються епізодами. З кожним епізодом додаються нові можливості.

## Сприйняття
Відеогра отримала схвальні відгуки від оглядачів і гравців. Так, на вебсайті-агрегаторі «Metacritic» версія відеогри для Microsoft Windows отримала середню оцінку 79 балів зі 100 можливих на основі 5 оглядів від оглядачів та 8,2 бала з 10 від пересічних гравців на основі понад сотні дописів. Відгуки від гравців на платформі «Steam» є «переважно схвальними»: серед понад півтори тисячі рецензій, що лишили користувачі сервісу, 76 % є позитивними.